# Arboreto de la Universidad de California Campus de Irvine
El Arboreto de la Universidad de California Campus de Irvine en inglés: University of California, Irvine, Arboretum ( o también conocido como UCI Arboretum), es un arboreto y jardín botánico con aproximadamente 12 acres (49,000 m²) de extensión, en la Universidad de California Campus de Irvine en Irvine, EE. UU.
El código de identificación del University of California, Irvine, Arboretum como  miembro del "Botanic Gardens Conservation Internacional" (BGCI), así como las siglas de su herbario es IRVC.

## Localización
Se ubica en la esquina norte del campus entre la "Jamboree Road" y "Campus Drive" en Irvine, y adyacente a la reserva de 200 acres (809,000 m²) de San Joaquin Freshwater Marsh Reserve.
University of California, Irvine UCI Arboretum and Herbarium Jamboree Road Irvine, Orange county CA 92697-1459 California, United States of America-Estados Unidos de América.
Planos y vistas satelitales.33°38′43.26″N 117°50′33.51″O / 33.6453500, -117.8426417
Las temperaturas en Irvine a lo largo del año varían entre 14 y 118 °F (-10 a 48 °C), y el promedio anual de lluvia es de 19 pulgadas (483 mm).
La entrada es gratuita y es visitable seis días a la semana de lunes a sábado, desde las 9 a. m. hasta 3 p. m.

## Historia
El Arboreto fue creado en 1964 como un vivero para suministrar plantas ornamentales al campus de la UCI.
Desde inicios de la década de 1970, el arboreto cambió su enfoque inicial en las plantas surafricanas para incluir una amplia diversidad de representantes de los hábitat de la provincia florística de California.
Está dirigido por Peter Bowler, un profesor de biología y ética mediombiental de la UCI.

## Colecciones
Actualmente (2010) está dedicado a la preservación de especies raras o amenazadas de la Flora de California, desde las Channel Islands of California, hasta Baja California, incluyendo además las praderas de hierbas nativas, el desierto de Mojave, el chaparral marítimo del sur, Otay Mesa, y los bosques de encinos de California. Así como las flores silvestres de California.
Con enfoque más amplio el arboreto muestra plantas procedentes de todo el mundo que se cultivan bien en el clima Mediterráneo del sur de California, incluyendo aloes, cactus nativos, y plantas perennes de África del Sur.
Entre las familias y los géneros botánicos se incluyen sobre todo, Amaryllidaceae, Asphodelaceae, Geraniaceae, Hyacinthaceae, Iridaceae,
- Aloe (130 spp., 145 taxones),
- Cyrtanthus (23 spp., 40 taxones),
- Gladiolus (71 spp., 120 taxones),
- Haworthia (80 spp., 130 taxones),
- Moraea (45 spp., 50 taxones),
- Pelargonium (40 spp., 65 taxones),